# Rumianek pospolity

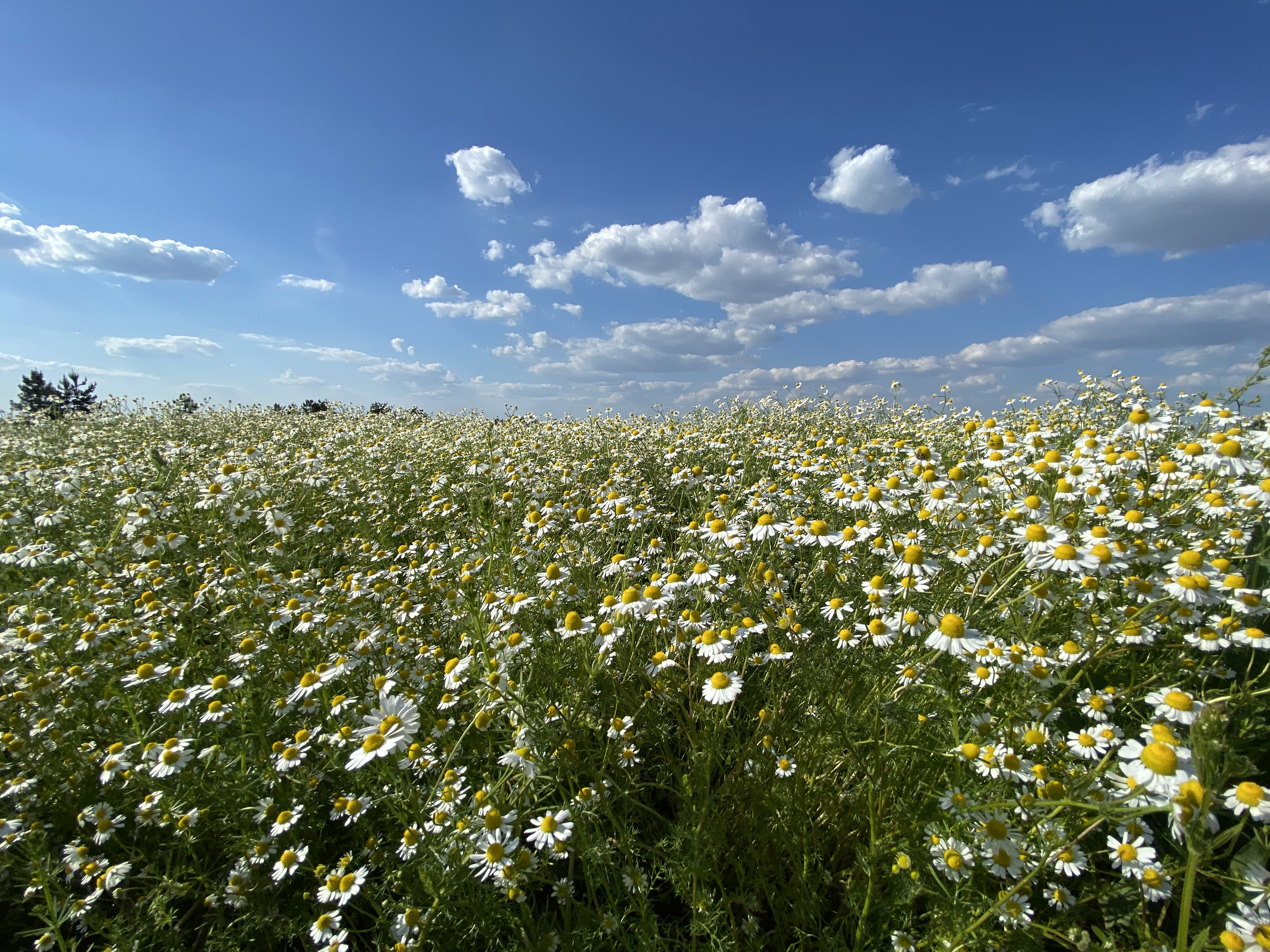
Kwitnący rumianek pospolity

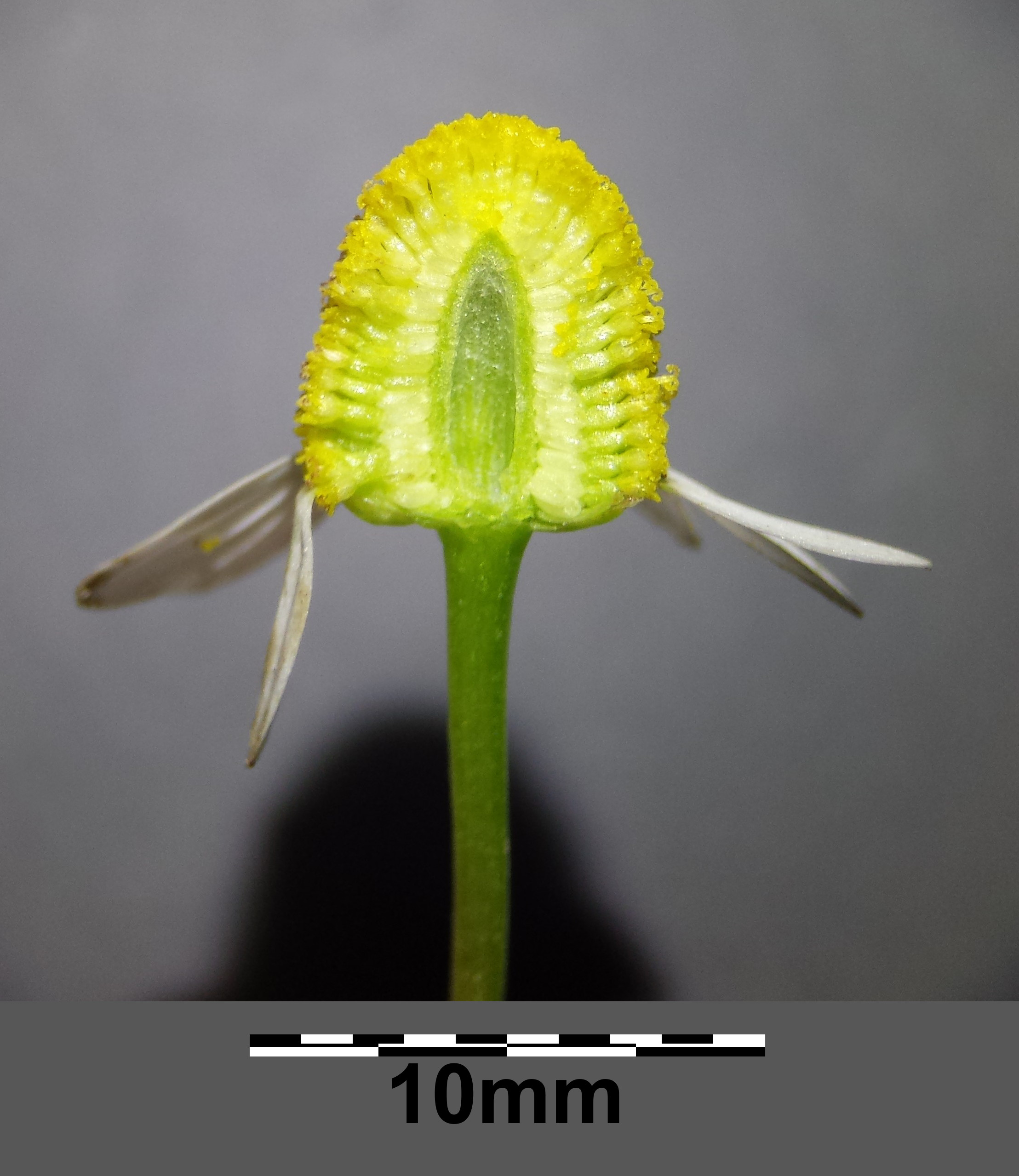
Przekrój przez koszyczek z pustym i stożkowatym dnem kwiatostanowym

Rumianek pospolity (Matricaria chamomilla L.) – gatunek rośliny z rodziny astrowatych. Pochodzi ze strefy umiarkowanej ciepłej Starego Świata, rozprzestrzeniony został na północ wraz z uprawami (stąd występuje w Polsce jako archeofit). Jest szeroko rozprzestrzeniony w Europie, Azji (z wyjątkiem jej części południowej) oraz w północnej Afryce. Jako introdukowany rośnie w Ameryce Północnej i Południowej, Australii oraz w niektórych krajach strefy międzyzwrotnikowej w Afryce i Azji. W Polsce gatunek rozpowszechniony, rzadszy lub lokalnie brak go w górach i na północnym wschodzie.

## Nazewnictwo
Dotychczas w piśmiennictwie naukowym zazwyczaj podawano dla tego gatunku nazwę Chamomilla recutita (L.) Rauschert, takiej też nazwy używa Krytyczna lista roślin naczyniowych Polski. Jednak według nowszych ujęć taksonomicznych nazwa ta jest błędna, a gatunek ten należy do rodzaju Matricaria.

## Morfologia
PokrójRoślina zielna o pędzie nagim (czasem pod kwiatostanami występują nieliczne włoski), cechującym się silnym, charakterystycznym zapachem. Łodyga zwykle rozgałęziona, bruzdowana, naga, dorastająca do 50 cm wysokości. Cała roślina wydziela silny, aromatyczny zapach.
LiścieSkrętoległe, siedzące, z nasadą nieco obejmującą łodygę. Blaszka w zarysie podługowata, zwykle do 4 cm, rzadziej do 6 cm długa i do 1,5 cm szeroka. Dwu- lub trzykrotnie pierzastosieczna. Łatki równowąskie, do ok. 0,5 mm szerokie, ostro zakończone.
KwiatyZebrane w koszyczki o średnicy 1–2 cm. Dno kwiatostanowe stożkowate, wewnątrz puste. Okrywa z listkami w 2–3 szeregach, do 4 mm długości, podługowatymi do nieco łopatkowatych, zaokrąglonych na szczycie, pośrodku zielono-brązowe, dookoła szeroko obłonione. Brzeżne kwiaty języczkowate, żeńskie, białe, w liczbie od 9 do 15, długości ok. 1 cm, w miarę przekwitania odginające się mocno w dół. Wewnątrz koszyczka znajdują się kwiaty rurkowate, obupłciowe, żółte, o długości do 2 mm i z 5 ząbkami. Znamiona są pomarańczowe.
OwocePodłużne niełupki długości ok. 1 mm, odwrotnie jajowate, nieco wygięte, brunatne, z pięcioma białawymi żeberkami, przy czym na stronie grzbietowej gładkie i zaokrąglone. Kielich zachowuje się jako wąski, błoniasty rąbek.
Gatunek podobnyPodobna do rumianku jest maruna bezwonna także rosnąca na polach. Maruna różni się m.in. brakiem zapachu, półkulistym i pełnym wewnątrz dnem kwiatostanu oraz wyprostowanymi owocami.

## Biologia i ekologia
Roślina jednoroczna. Kwitnie od maja do sierpnia. Kwiaty zapylane są przez owady, ale jeśli do tego nie dojdzie następuje samozapylenie.
Najlepiej rośnie na glebach żyznych, gliniastych glebach zasobnych w związki azotu. Jest wskaźnikiem gleb lekko kwaśnych. Występuje na polach, w ogrodach, na przydrożach i innych siedliskach ruderalnych. W uprawach rolnych jest chwastem. Jest rośliną długiego dnia, światłolubną. W klasyfikacji zbiorowisk roślinnych gatunek charakterystyczny dla Ass. Aphano-Matricarietum.

## Zastosowanie

### Roślina lecznicza
Surowiec zielarskiKwiat rumianku (Matricariae flos) – wysuszone koszyczki o zawartości minimum 4 ml/kg olejku eterycznego oraz nie mniej niż 0,25% 7–glukozydu apigeniny. W skład olejku wchodzi chamazulen, α-bisabolol, spiroeter. Surowiec zawiera także flawonoidy, związki kumarynowe, śluz, cholinę, sole mineralne.
DziałanieW medycynie i kosmetyce używa się olejku. Najczęściej jest stosowany doustnie jako środek przeciwzapalny i przeciwskurczowy układu pokarmowego, ma też działanie przeciwalergiczne. Użyty zewnętrznie przeciwdziała stanom zapalnym skóry. Stosowany wewnętrznie w nieżycie jelit i żołądka, zewnętrznie na owrzodzenia skóry, hemoroidy, rumień, oparzenia słoneczne i termiczne I i II stopnia.